# Bergtjärnen (Los socken, Hälsingland)
Bergtjärnen är en sjö i Ljusdals kommun i Hälsingland och ingår i Ljusnans huvudavrinningsområde.